# Johann Elert Bode
Pour les articles homonymes, voir Bode.

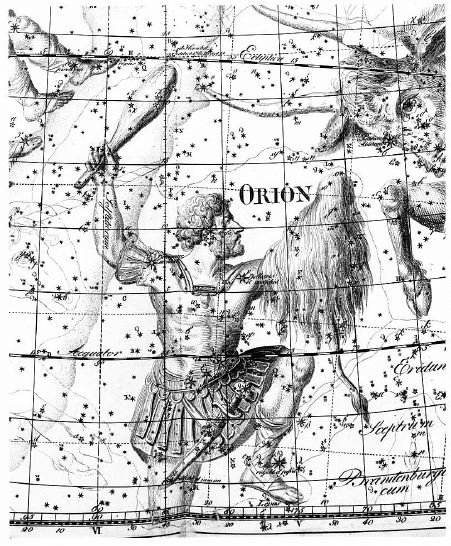
Portion d'une planche dUranographia montrant la constellation d'Orion

Johann Elert Bode (19 janvier 1747 à Hambourg – 23 novembre 1826 à Berlin) est un astronome allemand connu pour avoir reformulé et popularisé la loi de Titius-Bode et calculé l'orbite d'Uranus, dont il a également suggéré le nom. On lui doit par ailleurs la découverte de la galaxie de Bode (M81).

## Biographie
Élève de Johann Georg Büsch au lycée académique de Hambourg (de), Johann Elert Bode devient directeur de l'observatoire de Berlin et le restera pendant 50 ans. Il y publie Uranographia en 1801, un ouvrage qui vise à l'exactitude scientifique en donnant les positions des étoiles et autres objets célestes tout en proposant parallèlement une interprétation artistique des constellations. Uranographia marque ainsi à la fois l'apogée et la fin d'une époque, ce genre de figures artistiques ayant fini par disparaître entièrement des catalogues.
Il a également publié un atlas stellaire plus concis à destination des astronomes amateurs, le Vorstellung der Gestirne, et un livre d'introduction aux constellations et à leurs légendes, réimprimé plus de dix fois. Il a fait paraître en outre des Ephémérides astronomiques (1774-1826). Il devient membre de la Royal Society en 1789.

## Œuvres
- 1772 : Anleitung zur Kentniss des Gestirnten Himmels (Le plus fameux des écrits de Bode. C'est dans cet ouvrage, qu'est énoncée la loi de Bode.)
- 1774 : Berliner Astronomisches Jahrbuch für 1776-1959 (Les éphémérides astronomiques publiées par l'Observatoire de Berlin.)
- 1782 : Vorstellung der Gestirne ... des Flamsteadschen Himmelsatlas (édition de Fortin révisée et augmentée par Bode, du petit catalogue d'étoiles de Flamsteed.)

Verzeichniss (Contenant le précédent catalogue d'étoiles, et incluant 5 058 étoiles observées par Flamsteed, Hevelius, T. Mayer, de la Caille, Messier, le Monnier, Darquier et Bode lui-même.)
- 1801 : Uranographia sive Astrorum Descriptio (Un grand catalogue d'étoiles illustré de vingt gravures sur cuivre.)

Allgemeine Beschreibung und Nachweisung der Gestirne (Un catalogue d'étoiles répertoriant 17 240 étoiles.)

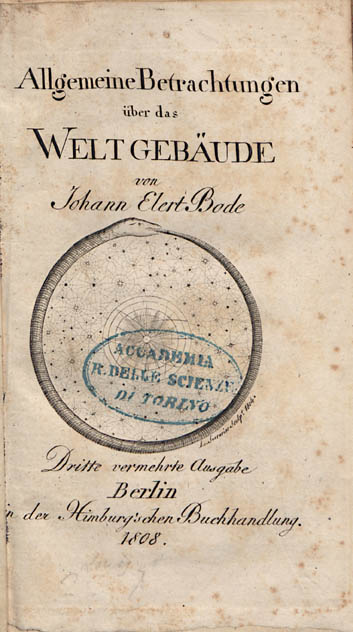
Allgemeine Betrachtungen über das Weltgebäude, 1808